# Kernkraftwerk Ikata
Das Kernkraftwerk Ikata (jap. 伊方発電所, Ikata hatsudensho) ist auf der Sadamisaki-Halbinsel im Ort Ikata im Landkreis Nishiuwa in der japanischen Präfektur Ehime gelegen. Der Eigentümer ist die Shikoku Denryoku.

## Block 1
Der Block 1 verfügt über einen Druckwasserreaktor (DWR) mit einer Netto- bzw. Bruttoleistung von 538 bzw. 566 MWe; seine thermische Leistung liegt bei 1650 MWt.
Mit dem Bau von Block 1 wurde am 1. September 1973 begonnen. Am 29. Januar 1977 erreichte der Reaktor erstmals die Kritikalität. Er wurde am 17. Februar 1977 mit dem Stromnetz verbunden und nahm am 30. September 1977 den kommerziellen Betrieb auf. Der Block 1 hat seit 1977 insgesamt 125,68 TWh Strom erzeugt; im Jahr 1987 erzielte er mit 8760 Betriebsstunden und einer Produktion von 4695,96 GWh sein bestes Ergebnis. Er war von 2012 bis 2016 heruntergefahren und wurde am 10. Mai 2016 endgültig stillgelegt.
Am 25. März 2016 entschied der Betreiber Shikoku den seit September 2011 abgeschalteten Reaktorblock 1 endgültig stillzulegen. Der Block 1 war seit September 1977 im kommerziellen Betrieb und hatte eine Betriebsbewilligung bis September 2017. Ein Antrag auf Verlängerung der Lizenz um 20 Jahre bei der Japanischen Atomaufsichtsbehörde wäre möglich gewesen. Die dafür nötigen Investitionen hätten aber bis zu 4 Jahre in Anspruch genommen und geschätzte 200 Mrd. Yen (1,77 Mrd. USD) gekostet. Am 28. März 2016 gab Shikoku bekannt, dass mit der Stilllegung am 10. Mai 2016 begonnen werde. Am 29. Juni 2017 wurde gemeldet, dass der Rückbauplan genehmigt worden sei. Dabei entstünden ca. 40,7 Mrd. Yen Kosten, ca. 3060 t leichtstrahlender Abfall, die abgebrannten Brennelement werden im Abklingbecken des Blocks 3 gelagert.

## Block 2
Der Block 2 verfügt über einen DWR mit einer Netto- bzw. Bruttoleistung von 538 bzw. 566 MWe; seine thermische Leistung liegt bei 1650 MWt.
Mit dem Bau von Block 2 wurde am 1. August 1978 begonnen. Am 31. Juli 1981 erreichte der Reaktor erstmals die Kritikalität. Er wurde am 19. August 1981 mit dem Stromnetz verbunden und nahm am 19. März 1982 den kommerziellen Betrieb auf. Der Block 2 hat seit 1981 insgesamt 115,87 TWh Strom erzeugt; im Jahr 2011 erzielte er mit 8760 Betriebsstunden und einer Produktion von 4752,88 GWh sein bestes Ergebnis. Er war von 2012 bis 2018 heruntergefahren und wurde am 23. Mai 2018 endgültig stillgelegt.

## Block 3
Der Block 3 verfügt über einen DWR mit einer Netto- bzw. Bruttoleistung von 846 bzw. 890 MWe; seine thermische Leistung liegt bei 2660 MWt.
Mit dem Bau von Block 3 wurde am 1. Oktober 1990 begonnen. Am 23. Februar 1994 erreichte der Reaktor erstmals die Kritikalität. Er wurde am 29. März 1994 mit dem Stromnetz verbunden und nahm am 15. Dezember 1994 den kommerziellen Betrieb auf. Der Block 3 hat von 1994 bis Ende 2021 insgesamt 126,07 TWh Strom erzeugt; im Jahr 2004 erzielte er mit 8784 Betriebsstunden und einer Produktion von 7828,92 GWh sein bestes Ergebnis. Er war von 2012 bis 2015 sowie 2020 heruntergefahren.
Am 15. Juli 2015 genehmigte die Japanische Atomaufsichtsbehörde eine Wiederinbetriebnahme des Reaktorblocks 3. Am 8. Oktober 2015 stimmten auch die lokale Versammlung und am 26. Oktober 2015 der Gouverneur von Ehime der Wiederinbetriebnahme zu. Der Neustart des Reaktorblocks 3 war für den Januar 2016 angekündigt. Tatsächlich wurde Block 3 am 12. August 2016 wieder hochgefahren und war am 22. August wieder voll einsatzbereit. Vorausgesetzt, dass die abschließende Überprüfung durch die Atomaufsichtsbehörde erfolgreich ist, soll der Block 3 den kommerziellen Betrieb am 7. September aufnehmen. Er wurde aufgrund einer Entscheidung des obersten Gerichts Hiroshima im Dezember 2017 bis September 2018 abgeschaltet und am 27. Oktober 2018 wieder hochgefahren – einen Tag nachdem das Bezirksgericht Hiroshima einen Einspruch gegen den Weiterbetrieb abgewiesen hatte. Im Januar 2020 ordnete erneut ein Gericht das Abschalten des Blocks an. Im gleichen Monat erklärte der Betreiber Shikoku Denryoku, der die Anlage als einzigen Atomreaktor betreibt, gegen das Urteil vorerst keinen Einspruch erheben zu wollen, da dafür nicht der richtige Zeitpunkt sei.
Am 2. Dezember 2021 wurde der Block 3 erneut angefahren, nachdem ein Gericht dies im März 2021 erlaubt hatte. Der Beginn des kommerziellen Betriebs wurde für den 4. Januar 2022 geplant.

## Trivia
Das Kraftwerk war Kulisse im Film Godzilla vs. Mothra (1992, Tōhō Studios).

## Daten der Reaktorblöcke
Das Kernkraftwerk Ikata hat drei Blöcke (Quelle: IAEA, Stand: September 2022):
| Block | Reaktortyp | Modell     | Status      | Netto- leistung in MWe (Design) | Brutto- leistung in MWe | Therm. Leistung in MWt | Baubeginn  | Erste Kritikalität | Erste Netzsyn- chronisation | Kommer- zieller Betrieb (geplant) | Abschal- tung (geplant) | Einspeisung in TWh |
| ----- | ---------- | ---------- | ----------- | ------------------------------- | ----------------------- | ---------------------- | ---------- | ------------------ | --------------------------- | --------------------------------- | ----------------------- | ------------------ |
| 1     | PWR        | M (2-loop) | Stillgelegt | 538                             | 566                     | 1650                   | 01.09.1973 | 29.01.1977         | 17.02.1977                  | 30.09.1977                        | 10.05.2016              | 125,68             |
| 2     | PWR        | M (2-loop) | Stillgelegt | 538                             | 566                     | 1650                   | 01.08.1978 | 31.07.1981         | 19.08.1981                  | 19.03.1982                        | 23.05.2018              | 115,87             |
| 3     | PWR        | M (3-loop) | In Betrieb  | 846                             | 890                     | 2660                   | 01.10.1990 | 23.02.1994         | 29.03.1994                  | 15.12.1994                        | –                       | 126,07             |